# 11311 Peleus
11311 Peleus este o planetă minoră (asteroid), cu un diametru de , din Asteroid Apollo. A fost descoperită pe 10 decembrie 1993 la Observatorul Palomar de Carolyn S. Shoemaker și a fost numită după Peleus. 
Obiectul prezintă o orbită caracterizată de o semiaxă mare de 2,1165516 UAi, o excentricitate de 0,5358, o înclinație de 25,49031 ° în raport cu ecliptica.